# Память (роман-эссе)
«Память» — роман-эссе советского писателя Владимира Чивилихина, впервые опубликованный в 1981—1984 годах. Представляет собой изложение мыслей автора на разные темы русской истории. В частности, автор стремится доказать «арийские» корни русских, пытается доказать, что автором «Слова о полку Игореве» был князь Игорь Святославич.
Роман был удостоен Государственной премии СССР. Его идеи повлияли на идеологию ультраправого общества «Память», названного в его честь.

## Содержание
Сам Чивилихин определил жанр «Памяти» как «роман-эссе», «роман-размышление». Автор рассказывает о своём детстве, которое пришлось на военные годы, об учёбе в Московском университете и о любительских исторических изысканиях, которыми он занимался всю жизнь, делится своими мыслями на разного рода темы, связанные с русской историей. В романе заходит речь о Пушкине, о декабристах (в первую очередь Михаиле Лунине, Николае Мозгалевском, Павле Выгодовском), о Грюнвальдской битве, Иакинфе Бичурине. Важное место в повествовании занимает рассказ о монгольском нашествии на Северо-Восточную Русь в 1237—1238 годах и, в частности, об обороне Козельска. Чивилихин полемизирует со Львом Гумилёвым и его идеей о «симбиозе» Руси и Золотой орды, критикует евразийство и норманизм.
Одна из главных тем «Памяти» — «Слово о полку Игореве». Чивилихин уверен, что это произведение не могло быть написано в течение короткого времени: для него это итог всей жизни автора. Он говорит о сложности литературной формы «Слова», называет его шедевром, не имеющим аналогов в мировой литературе. Особое значение Чивилихин придавал проблеме авторства «Слова». По его мнению, автором был уроженец Чернигово-Северской земли, принадлежавший к княжескому сословию и участвовавший в описанных событиях, то есть сам князь Игорь Святославич.

## Оценки и значение
«Память» имела большой успех у читателей: только за период с 1978 по 1985 год она была издана общим тиражом в 6 млн 130 тысяч экземпляров. Роман получил множество положительных отзывов, его вторая книга была удостоена Государственной премии СССР за 1982 год. Это рассматривается некоторыми исследователями как результат «заинтересованности партийно-государственных антисионистов в паранацистской ариософии». Идеи Чивилихина об «арийском» происхождении славян, о том, что русские — «ведущий народ» «индоевропейской расы», повлияли на идеологию ультраправого общества «Память», названного в честь его книги.
«Память» стала главным произведением Чивилихина. Автор использовал при работе над романом обширный исторический материал, в том числе и уникальный: так, по словам А. Филатовой, он «вернул русской литературе» имя Владимира Соколовского. По мнению лингвиста М. Г. Булахова, главы романа, которые посвящены Слову, «отмечены многими достоинствами: автор прекрасно знает и использует обширную литературу о памятнике, высказывает много интересных наблюдений и справедливых суждений». Однако его гипотеза об Игоре Святославиче как авторе «Слова» признана не выдерживающей научной критики.